# Helsingin seudun liikenne

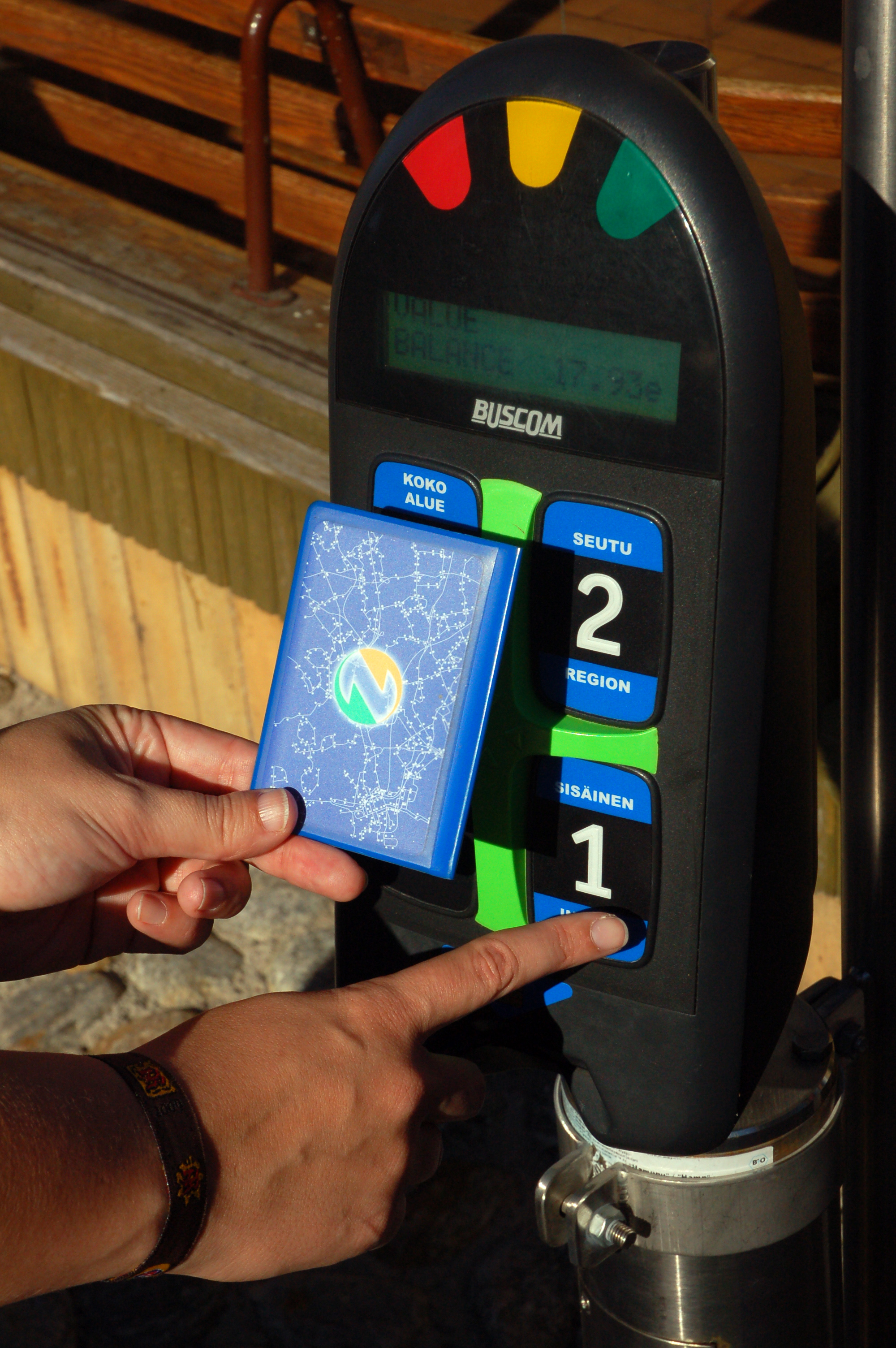
Vorbezahlte blaue „Scheckkarten“, bei Annäherung an die Bezahlstationen wird das Guthaben angezeigt

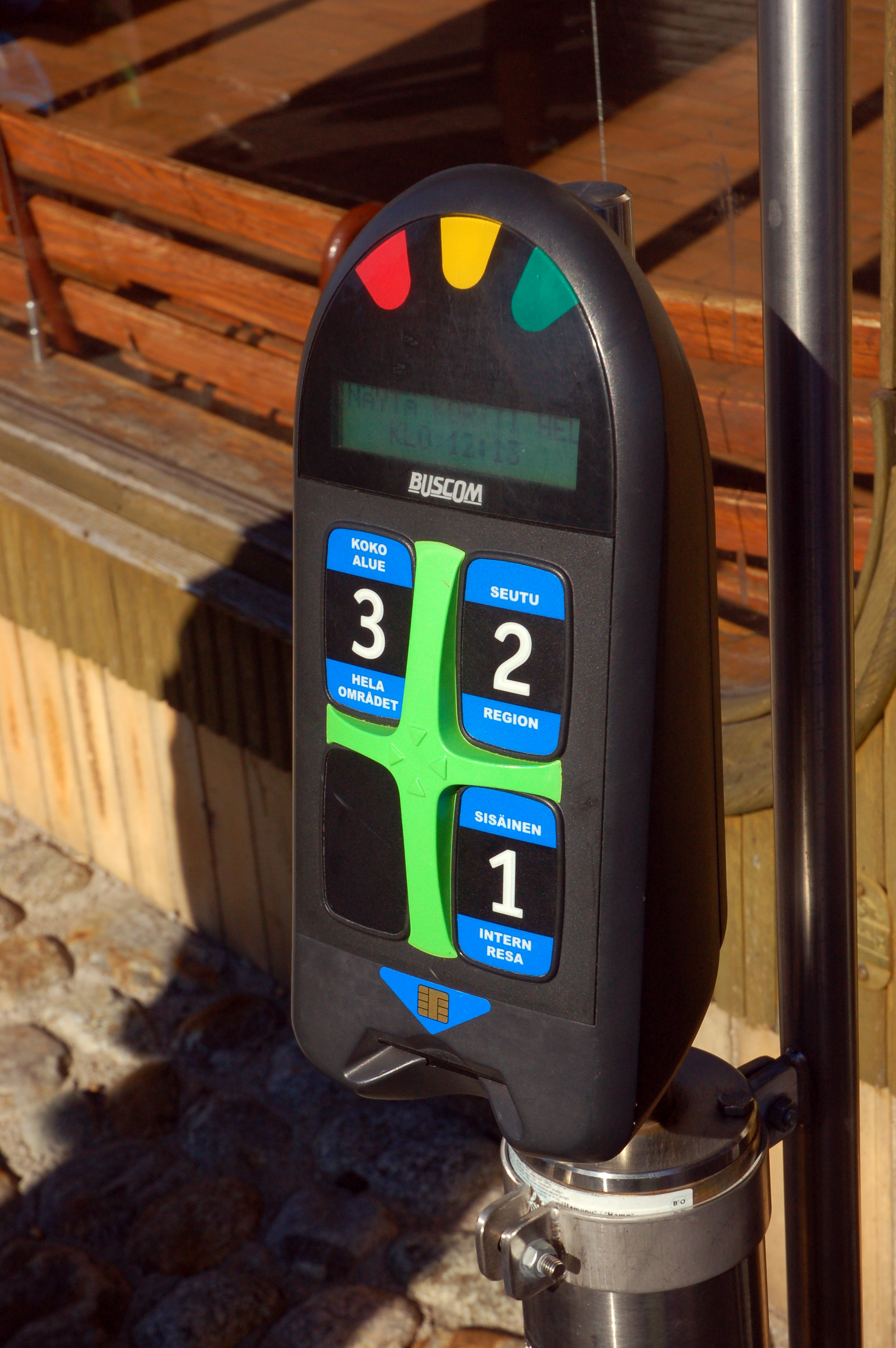
Bezahlautomat; hier fehlt links unten die „Null“ für Straßenbahn (oder Zone L), Station an der Suomenlinna-Fähre

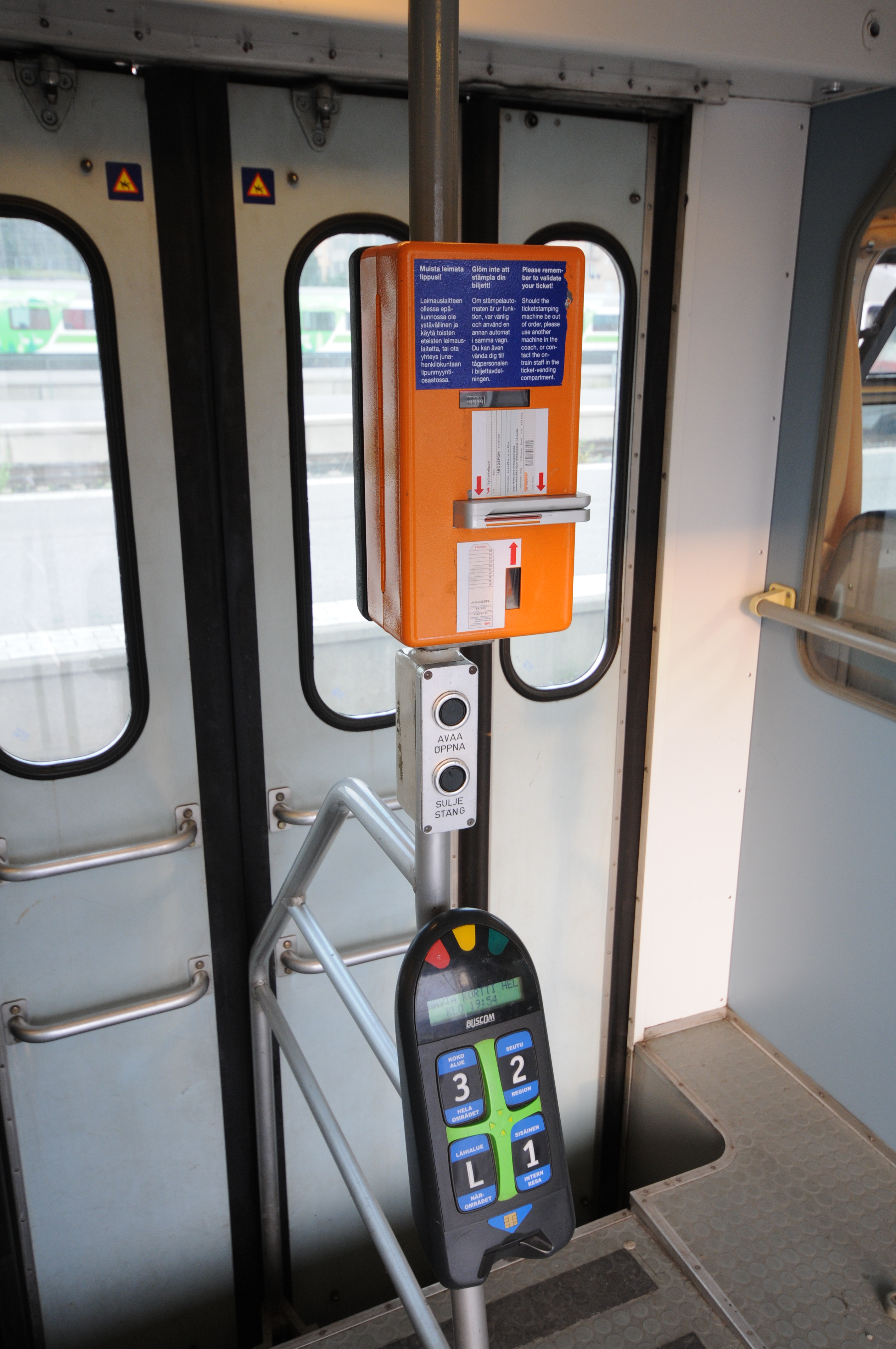
Bezahlautomat in einem Wagen der VR-Baureihe Sm1

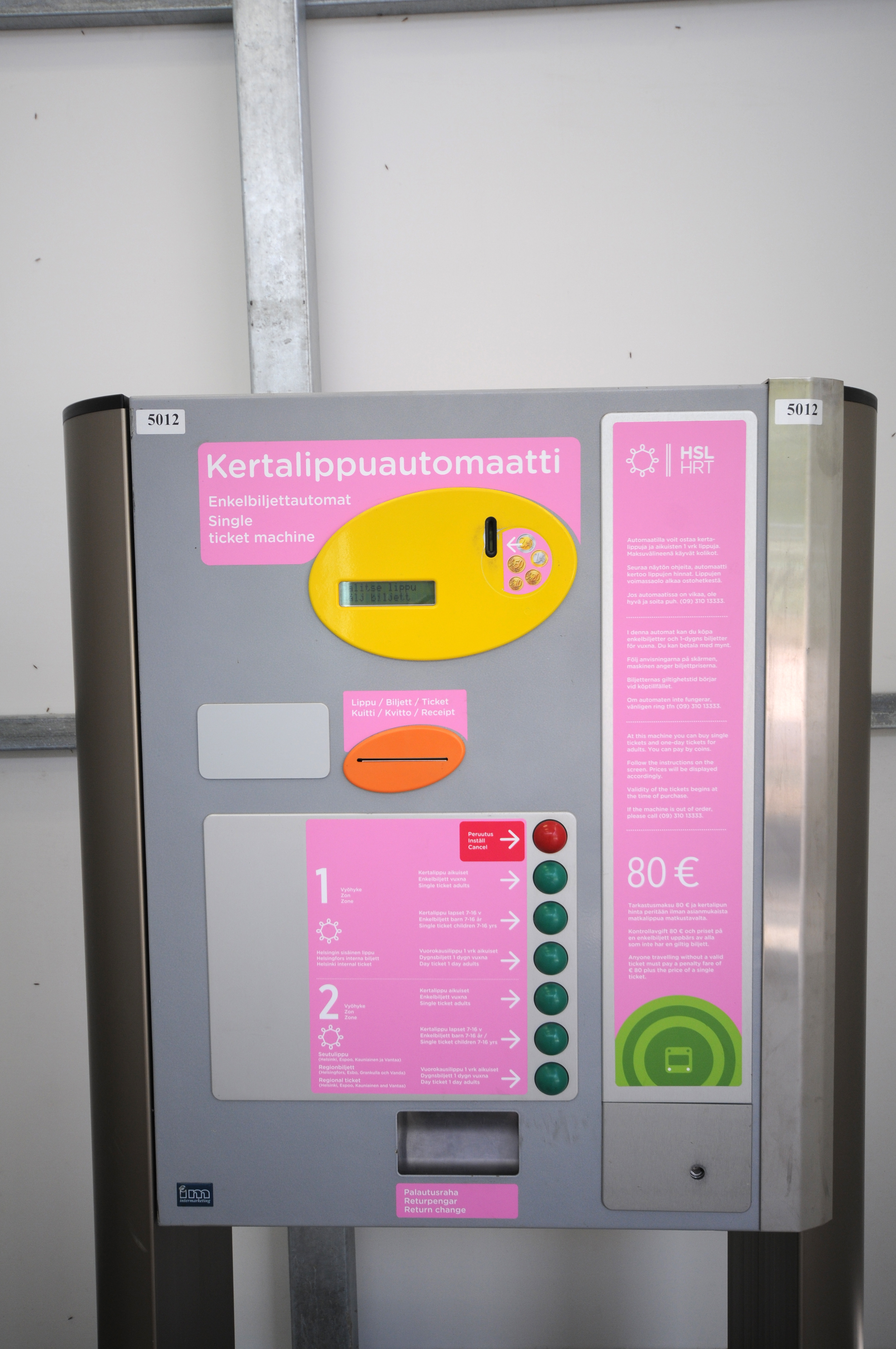
Fahrkartenautomat am Bahnhof Kulosaari

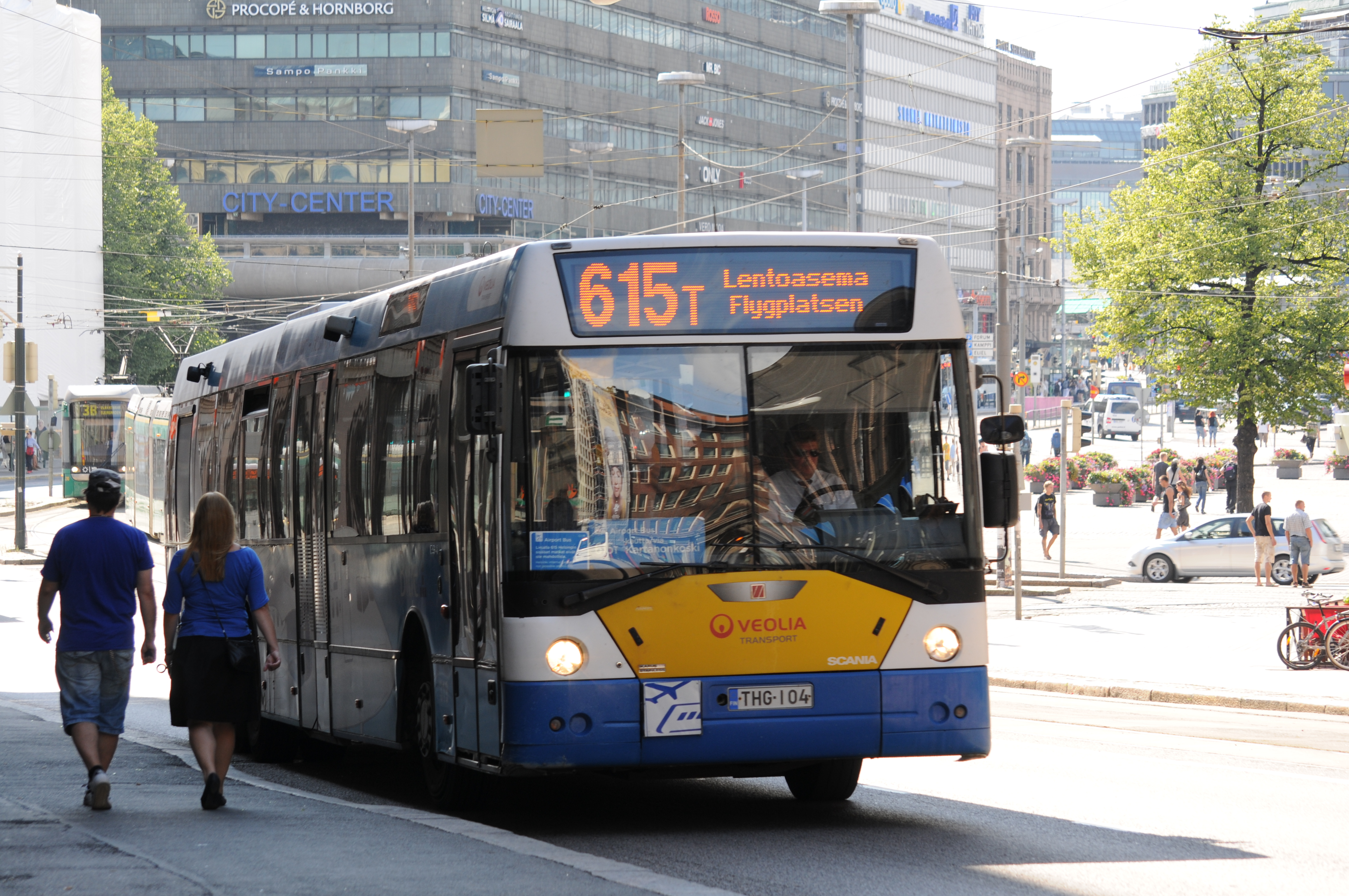
Flughafenbus 615 nach Vantaa im Stadtzentrum

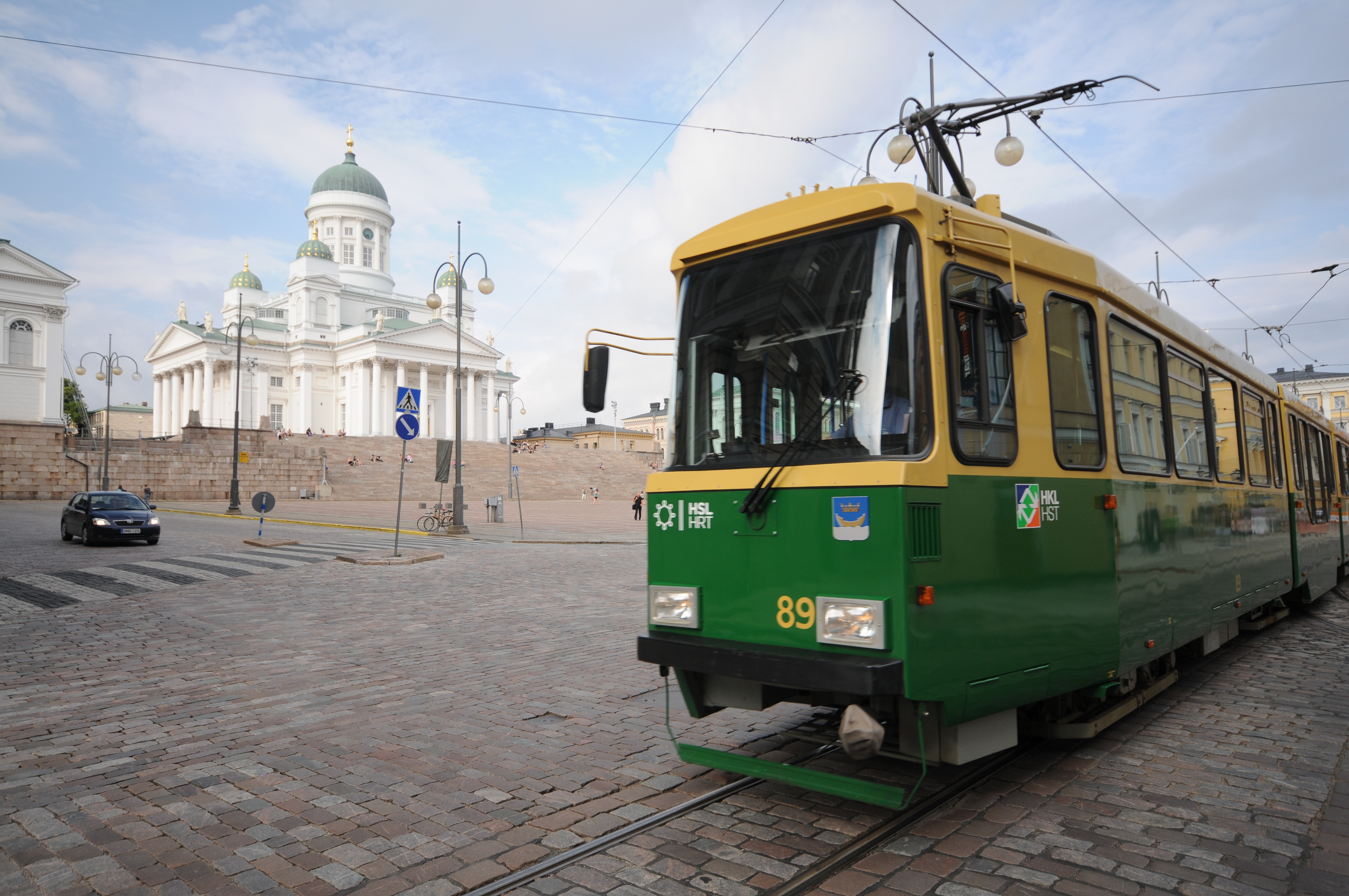
Straßenbahnwagen der HKL

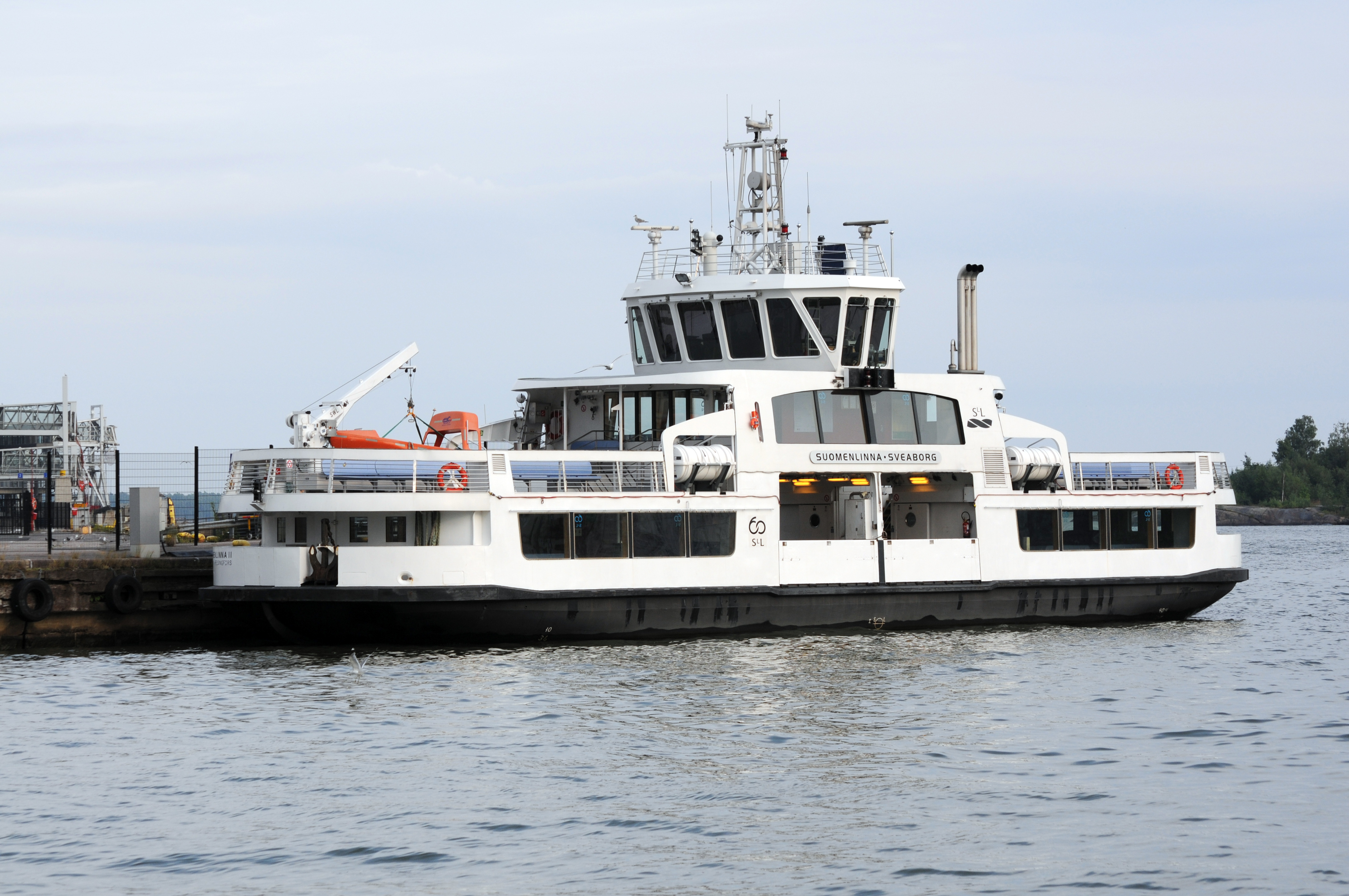
Suomenlinna-Fähre

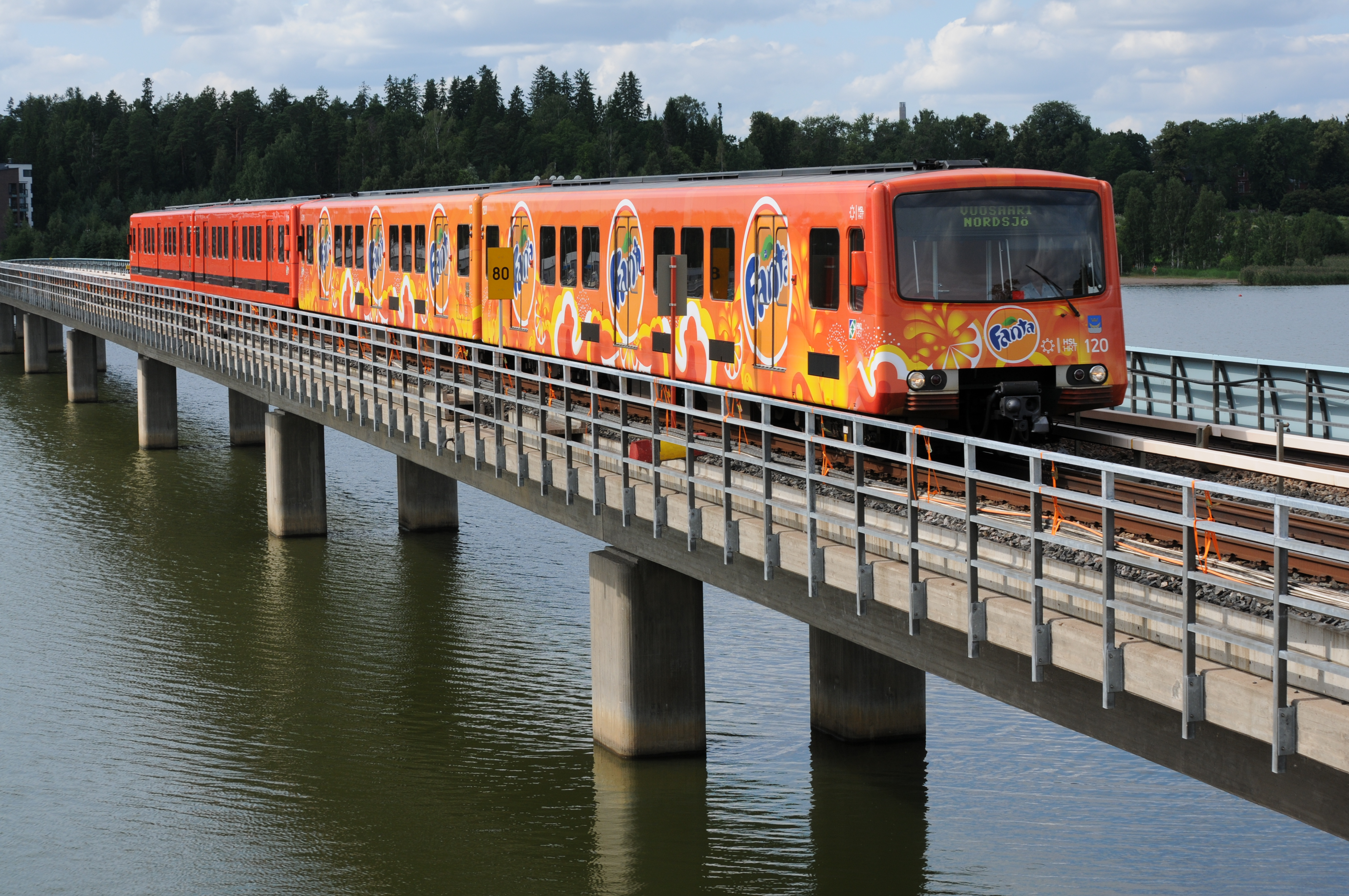
Metro Helsinki

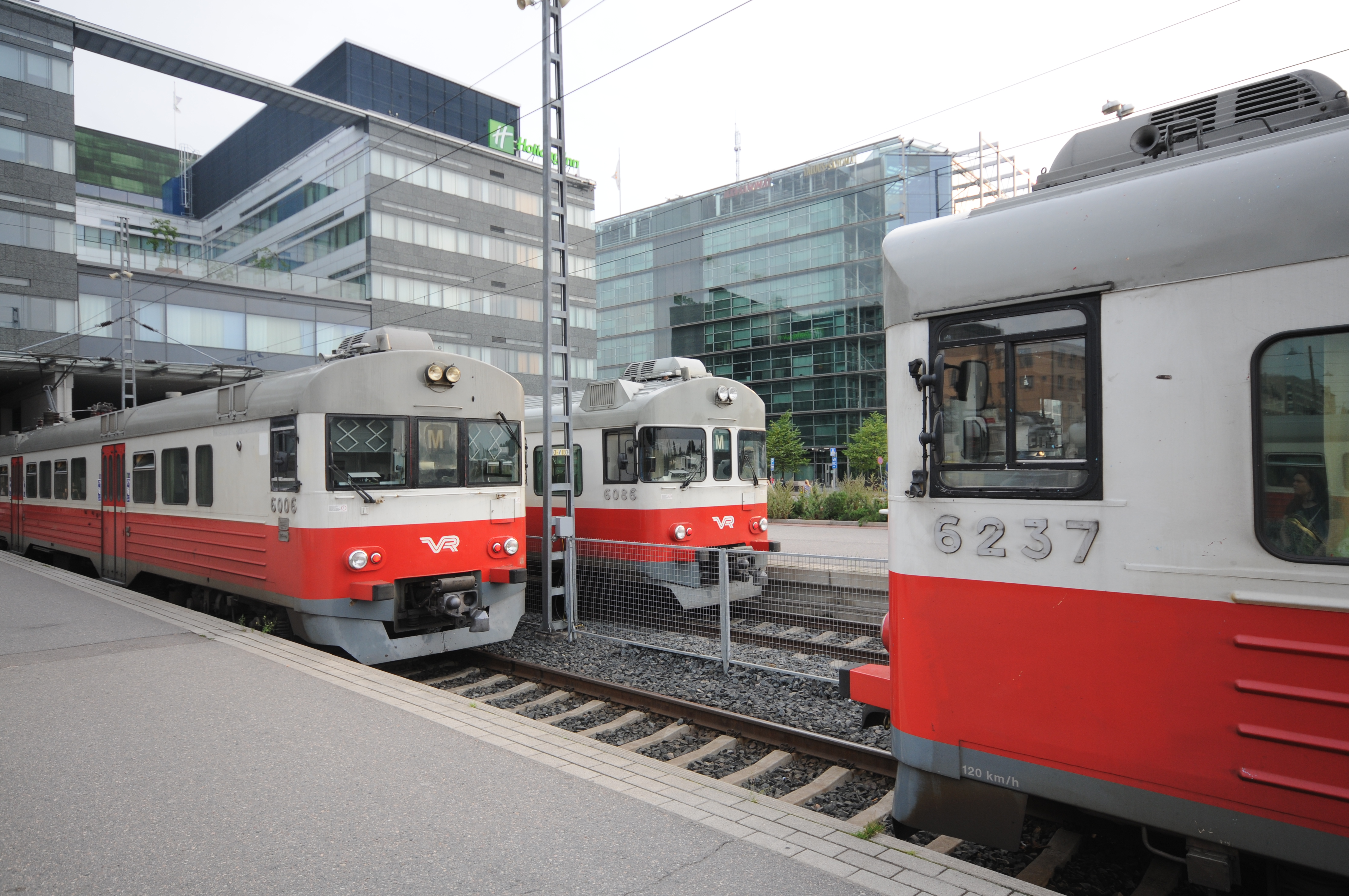
Ältere Züge (Baureihe Sm1) im Hauptbahnhof Helsinki

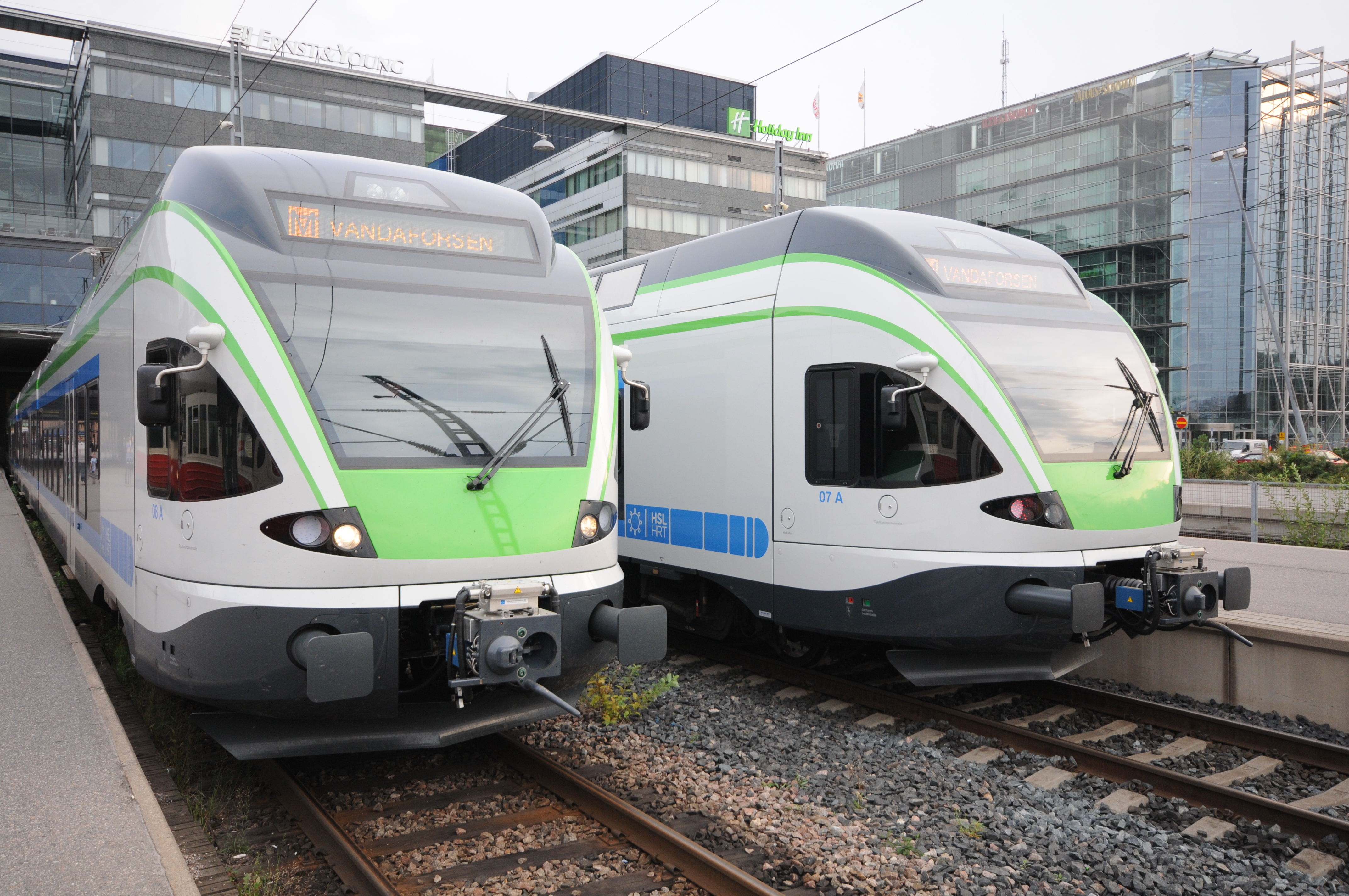
Moderne Wagen der Baureihe Sm5 am Hauptbahnhof Helsinki

Helsingin seudun liikenne (finnisch) oder Helsingforsregionens trafik (schwedisch; offizielle Abkürzungen HSL / HRT; wörtlich übersetzt „Verkehr der Region Helsinki“), ist der Verkehrsverbund der Region Helsinki. Er war bis zum 1. Februar 2022 für die Organisation des öffentlichen Personennahverkehrs in der Region zuständig. HSL wurde durch die Gründung von Pääkaupunkiseudun Kaupunkiliikenne als Gesellschaft mit beschränkter Haftung in den neuen städtischen Betrieb Pääkaupunkiseudun Kaupunkiliikenne eingegliedert und ist nur noch für die Metro zuständig.

## Geschichte
Der Verkehr wurde mit der Metro, dem Schienennahverkehr, der Straßenbahn sowie Bussen und Fähren durchgeführt. HSL war zuständig für die allgemeine Planung des Verkehrssystems und der Tarifstruktur, für die Fahrgastinformation, das Marketing und die Fahrkartenkontrollen. Dagegen ist HSL nicht Eigentümer oder Betreiber der konkreten Verkehrsmittel, sondern bestellte diese Dienstleistung – teilweise im Ausschreibungsverfahren – von anderen Unternehmen, etwa dem Verkehrsbetrieb der Stadt Helsinki (HKL) und der finnischen Eisenbahn.
2015 beförderte HSL 358,6 Millionen Fahrgäste, davon 182,0 Mio. in Bussen, 62,9 Mio. mit der U-Bahn, 56,5 Mio. mit der Eisenbahn, 55,2 mit der Straßenbahn und 1,9 Mio. mit der Fähre nach Suomenlinna. Der Fuhrpark der für HSL arbeitenden Unternehmen umfasste 1366 Busse, 54 U-Bahn-Wagen, 124 Straßenbahnwagen, 114 Triebwagen und 4 Fähren.
Der Verkehrsverbund wurde am 1. Januar 2010 gegründet. Bei Gründung gehörten ihm folgende Städte und Gemeinden an: Helsinki, Espoo, Vantaa, Kauniainen, Kerava und Kirkkonummi. Zum 1. Januar 2012 kam Sipoo hinzu. Auch die übrigen Gemeinden in der Region (Järvenpää, Nurmijärvi, Tuusula, Mäntsälä, Pornainen, Hyvinkää und Vihti) können dem Verbund in Zukunft beitreten.
Seit dem Sommer 2016 wird ein neues Fahrkarten- und Informationssystem eingeführt, das u. a. neue Fahrscheinautomaten und eine neue Einteilung des HSL-Netzes in Zonen mit sich bringt.

## Fahrkarten
Das Fahrausweissortiment in der Region Helsinki weicht etwas von gewohnten Systemen anderer Großstädte ab. Das jetzige Tarifsystem stammt noch weitgehend aus der Zeit vor der Gründung von HSL, als jede Gemeinde selbst für die Organisation des öffentlichen Personennahverkehrs zuständig war. Im Jahr 2014 wurde ein erneuertes Tarifsystems eingeführt.
Einheimische zahlen fast ausschließlich mit der grünen Travel Card (matkakortti) durch Annäherung an Automaten, die in jedem Verkehrsmittel angebracht sind. Dabei ist es nicht erforderlich, die Karte selbst an den Automaten zu halten; es genügt, die Handtasche, in der sich die Karte befindet, dem Gerät zu nähern.

## Verkehrszonen
Das Verkehrsnetz der HSL ist in vier (Halb-)Ringe A bis D aufgeteilt. Hierbei entspricht Zone A dem Innenstadtbereich Helsinkis, Zone B den außenliegenden Stadtgebieten, Zone C im Wesentlichen den Gebieten von Espoo und Vantaa, während Zone D die im Westen oder Nordosten des Netzes liegenden Gebiete umfasst.

### Einzelfahrscheine
Einzelfahrscheine können an Automaten, in Kiosken und per Handy gekauft werden. Helsinki-interne Fahrscheine gelten 60 Minuten ab Kauf in allen Bussen, der U-Bahn, Regionalzügen und Straßenbahnwagen im Stadtgebiet von Helsinki. Es kann beliebig oft umgestiegen werden. Bei einigen Buslinien, die Zubringer der Regionalzüge und der U-Bahn sind, beträgt die Gültigkeitsdauer 80 Minuten. Des Weiteren kann mit einem Einzelfahrschein die Fähre zur Festungsinsel Suomenlinna genutzt werden.
Im Bus, in Nahverkehrszügen oder Straßenbahnen sind Einzelfahrkarten mit Zuschlag zu 3,20 Euro erhältlich. Für Fahrten außerhalb Helsinkis gelten gesonderte Tarife.

### Travel Cards
Seit 2001 existieren elektronische „Travel Cards“, die in Vorhinein entweder mit „Wert“ oder mit „Zeit“ aufgeladen werden können. Im Zuge des neuen Fahrkarten- und Informationssystems werden die Travel Cards ab 2017 in neue HSL Cards eingetauscht werden.
Lädt man „Wert“, d. h. eine bestimmte Geldsumme, so muss man die Karte beim Einsteigen vor ein Lesegerät halten und den gewünschten Fahrscheintyp per Knopfdruck wählen. Somit bleibt der Fahrkartenkauf mit Bargeld beim Fahrer erspart; außerdem sind die Tarife günstiger.
Lädt man „Zeit“, so kann man sämtliche Verkehrsmittel für einen frei wählbaren Zeitraum (14–366 Tage) unbeschränkt benutzen. Diese Karten sind im Bereich der im Außenbereich des Netzes liegenden Gemeinden Hanko, Hausjärvi, Hyvinkää, Ingå/Inkoo, Järvenpää, Karkkila, Lohja, Mäntsälä, Nurmijärvi, Pornainen, Porvoo, Pukkila, Raseborg/Raasepori, Siuntio, Tuusula und Vihti nicht übertragbar. Für Bewohner anderer Gemeinden und Touristen sind übertragbare Travel Cards erhältlich.

### Sonstiges
Die Helsinki Card, die mit 1 bis 3 Tagen Gültigkeit erhältlich ist, berechtigt zur Fahrt im Stadtgebiet Helsinki und vergünstigt auch den Eintritt zu diversen Sehenswürdigkeiten. Daneben ist eine Helsinki Card Region erhältlich, die auch zur Fahrt in Espoo, Vantaa und Kauniainen berechtigt.